# Monique Gabriela Curnen
Monique Gabriela Curnen (7 september 1970) is een Amerikaanse actrice.

## Biografie
Curnen is van Puerto Ricaanse (moeder), Duitse en Ierse (vader) afkomst. Zij is opgegroeid in Framingham waar zij de high school doorliep aan de Framingham South High School waar zij in 1988 haar diploma haalde. Hierna ging zij studeren aan de Williams College in Williamstown (Massachusetts). Op beide scholen was zij actief als actrice in toneelvoorstellingen. Na haar studie verhuisde zij naar New York voor het nemen van acteerlessen en haar acteercarrière.

## Filmografie

### Films
Uitgezonderd korte films
- 2021 iGilbert - als dokter
- 2020 Troubled Waters - als Shelley Barrett
- 2018 Model Home - als Camila
- 2016 Year by the Sea - als Luce
- 2014 Sunken City – als Donna Cruz
- 2013 Mr. Sophistication - als Shelley Barrett
- 2012 Sunset Stories – als May
- 2012 Dark Horse – als FBI agente Tracy Meyers
- 2011 The Truth About Angels – als Anna Scelta
- 2011 Happy New Year – als Lisa
- 2011 Contagion – als Lorraine Vasquez
- 2011 The Good Doctor – als verpleegster Maryanne
- 2010 Legacy – als Valentina Gray
- 2009 Fast & Furious – als FBI agente
- 2009 Spoken Word – als Gabrielle
- 2008 The Dark Knight – als Ramirez
- 2008 Che - The Argentine – als secretaresse
- 2008 Life in Flight – als Janey
- 2007 Anamorph – als studente
- 2007 Finishing the Game: The Search for a New Bruce Lee – als Saraghina Rivas
- 2007 Untitled: A Love Story – vrouw met orgasme
- 2006 Bernard and Doris – als Paloma
- 2006 Lady in the Water – als zus van Perez de la Torre
- 2006 Half Nelson – als Isabel
- 2005 Angel – als vrouw
- 2004 Poster Boy – als verslaggeefster
- 2004 Maria Full of Grace – als receptioniste
- 2003 Bollywood Calling – als Karen
- 2002 Kat, Shaun & Oz – als Joel Stanley
- 2001 Kate & Leopold – als Monica Martinez

### Televisieseries
Uitgezonderd eenmalige gastrollen.
- 2020-2022 Power Book II: Ghost - als Blanca Rodriguez - 5 afl.
- 2020 Away - als Melissa Ramirez - 8 afl.
- 2018-2020 Power - als rechercheur Blanca Rodriguez - 23 afl.
- 2017 Taken - als Becca Vlasik - 10 afl.
- 2015-2016 Elementary - als rechercheur Gina Cortes - 2 afl.
- 2015 The Following - als Erin Sloan - 9 afl.
- 2012 The Mentalist – als Tamsin Wade – 2 afl.
- 2011 CSI: Crime Scene Investigation – als Xiomara Garcia – 3 afl.
- 2010 – 2011 Lie to Me – als detective Sharon Wallowski – 8 afl.
- 2010 Sons of Anarchy – als Amelia Doninguez – 3 afl.
- 2009 The Unusuals – als detective Allison Beaumont – 10 afl.
- 2007 House – als Lupe – 1 afl.
- 2006 Dexter – als Yellina – 2 afl.

### Computerspellen
- 2006 25 to Life – als Monica Francis
- 2005 True Crime: New York City – als verzender

- International Standard Name Identifier: 0000 0000 5347 2838
- Library of Congress Control Number: no2007030038
- Virtual International Authority File: 2240733
- WorldCat: E39PBJtmq8yG6hGHtkjfBTmmVC